# Romain Aufrère
Pour les articles homonymes, voir Aufrère.
Romain Aufrère, né le 18 décembre 2004 à Cagnes-sur-Mer, est un tireur sportif français.
Paris 2024 sera sa première participation aux Jeux Olympiques.[réf. nécessaire]

## Carrière
Romain Aufrère est sacré champion du monde junior de tir à la carabine à 10 mètres ainsi qu'en carabine à 50 mètres à 3 positions en 2023 à Changwon. Il est également, lors de ces championnats du monde juniors, médaillé d'argent en tir à la carabine à 10 mètres par équipe mixte avec Océanne Muller.
Il est médaillé de bronze à la carabine à 10 mètres en équipe mixte aux mondiaux de 2023 avec Océanne Muller,